# お兄ちゃん……ここでなら、好きって言ってもいいんだよね?
『お兄ちゃん……ここでなら、好きって言ってもいいんだよね?』は、ツカサによる日本のライトノベル。Mika Pikazoがイラストを担当している。MF文庫J（KADOKAWA）から刊行されている。

## あらすじ
両親が離婚したため、離れ離れとなった兄妹トオヤとルリは、フルダイブゲーム「カオティック・フレイム」を共にプレイすることでゲーム上で会っていた。ある日のこと、リアルな体験を味わえるが痛覚や嗅覚などが制限されているはずのゲーム中において、腐臭が漂い始め、バグが発生したことに二人は気付く。ルリのキャラクターデータは破損し、それ以来ゲームでも現実世界でも二人は会えずにいた。

## 登場人物
カザシロ・トオヤ
主人公で、瑠璃の実兄。
風代 瑠璃（かざしろ るり）
トキヤの2歳下の実妹。ゲームの中では兄と結婚している。学級委員長を務めていた。ゲーム内のアバターは現実世界の外見とほぼ同じである。
エスティ・ノーヴルランド
エルフで、ハイウィザードの少女。
クルル・マユ・モル
獣人の少女。
アフラ・マズダー
カオティック・フレイムの世界を司っている女神。
アールマティ
六大天使の一人。アフラ・マズダーに反逆し、自らが女神となった。レベルは555に達している。
ハルワタート
水を司る大天使。
クウコ
狐人族を束ねる族長。
アスモデウス
アンラ・マユの配下の悪魔。

## 用語
カオティック・フレイム
アフラ・マズダーを善の最高神とする古い神話（ゾロアスター教神話）がモチーフとなっている仮想世界。天使を指揮する善の女神と悪魔を指揮する魔神が戦っている。
アヴィス
真炎界。女神アフラと六大天使が支配している。
ウルスラグナ
女神の力を持つ剣。
フワエド・ダフ
アヴィスで行われる兄妹婚で、「濃血の儀」と呼ばれる。高位神官の家系で多く見られる。
アジ・ダハーカ
首を三つ持つ魔龍。
アエーシュマ
非常に危険な性質を持つ「暴獣」で、アジ・ダハーカと同格の力を持つ。
アンラ・マユ
魔界に棲む魔王。
聖火台
村に設置されており、女神の加護を受けている。聖火台の火が消えると他の村から火種を貰うか、聖火台を管轄している神官を訪ねなければならない。

## 評価
芳林堂書店は連載している「おすすめライトノベル紹介」において、本作は兄妹の信頼の厚さが感じられることが見所であると評している。

## 既刊一覧
第1巻の発売時には、アニメイト、メロンブックス、ゲーマーズ、コミックとらのあな、COMIC ZIN、WonderGOOで店舗限定特典が配布された。
- ツカサ（著）・川上哲也（イラスト） 『お兄ちゃん……ここでなら、好きって言ってもいいんだよね?』 KADOKAWA〈MF文庫J〉、既刊2巻（2018年7月25日現在）
  - 『お兄ちゃん……ここでなら、好きって言ってもいいんだよね? 第三世界の兄妹神話』、2018年3月24日発売[3]、ISBN 978-4-04-069737-6
  - 『お兄ちゃん……ここでなら、好きって言ってもいいんだよね? 2 ケモミミ・クロニクル』、2018年7月25日発売[4]、ISBN 978-4-04-065016-6